# Діброва «Арцизька»
Діброва «Арцизька»  — ботанічна пам'ятка природи місцевого значення. Об'єкт розташований на території Болградського району Одеської області, Арцизька міська рада, Арцизьке лісництво, кв. 7, д. 6.
Площа — 2 га, статус отриманий у 1972 році.